# Christine Wischer
Christine Wischer (* 2. März 1944 in Burg bei Magdeburg; † 17. Januar 2025) war eine deutsche Politikerin (SPD). Sie war von 1995 bis 2003 bremische Senatorin und war danach noch vier Jahre Abgeordnete in der Bremischen Bürgerschaft.

## Biografie

### Ausbildung und Privates
Wischer studierte nach dem Abitur Soziologie, Politikwissenschaften und Ethnologie an der Universität Hamburg. Anschließend war sie Hausfrau. Sie war verheiratet und hatte zwei Kinder.

### Politik
1966 trat Wischer in die SPD ein. Für die und in der Partei war sie in einer Vielzahl von ehrenamtlichen Ämtern tätig. Von 1993 bis Juni 1995 war sie Landesvorsitzende der SPD.
Von 13. Oktober 1987 bis zum 4. Juli 1995 war sie erstmals Mitglied der Bremischen Bürgerschaft. 1995 wurde sie Senatorin für Frauen, Gesundheit, Jugend, Soziales und Umweltschutz. Nach der Bürgerschaftswahl war sie als Nachfolgerin von Bernt Schulte (CDU) von 1999 bis 2003 Senatorin für Bau und Umwelt. Ihr folgte Jens Eckhoff (CDU).
Von Juli 2003 bis Mai 2007 war sie wieder Abgeordnete in der Bürgerschaft. Dort war sie vertreten im Ausschuss für Bundes- und Europaangelegenheiten, internationale Kontakte und Entwicklungszusammenarbeit und in den Haushalts- und Finanzausschüssen. Ferner war sie Mitglied der Deputation für Wirtschaft und Häfen.